# Jean-François Rischard
Pour les articles homonymes, voir Jean-François Richard et Richard.
Jean-François Rischard (né le 2 octobre 1948) est un économiste luxembourgeois qui a été vice-président de la Banque mondiale pour l'Europe de 1998 à 2005. Il est membre du conseil d'orientation du think tank « En temps réel »

## Publications
- Vingt défis pour la planète : vingt années pour y faire face, 2003  (ISBN 978-2742741069)